# Blow (Martin Solveig e Laidback Luke)
Blow  è un singolo del disc jockey francese Martin Solveig e del disc jockey olandese Laidback Luke, pubblicato il 6 gennaio 2014.

## Tracce
Testi e musiche di Martin Solveig e Laidback Luke.
1. Blow (Radio Edit) – 2:51
2. Blow (Original Mix) – 5:00

## Classifiche
| Classifica (2014) | Posizione massima |
| ----------------- | ----------------- |
| Belgio (Fiandre)  | 82                |
| Belgio (Vallonia) | 80                |